# Микаел Петер Анкер
Микаел Петер Анкер (дан. Michael Peter Ancher; Фригард, 8. јун 1849 — Скаген, 19. септембар 1927) је био дански сликар. Године 1874. придружује се удружењу уметника из „скагена“, и 1880. жени се сликарком Аном Анкер са којом се смирује и сели у град.
Микаел Анкер је био познат по својим сликама локалних рибара. Слика коју црта 1879. под називом Vil han klare pynten (Will he round the point) постаће му најпознатија и напрепознатљивија уз његово име.
Микаелова и Анина кућа у Скагену (Anchers Hus) касније бива претворена у музеј и бива отворена за јавност. Оригинални намештај и слике које су створили Анкерови и остали „Скаген“ уметници могу се наћи у њиховом дому. 